# Anita Lindblom
Anita Eleonora Lindblom, född 14 december 1937 i Gävle Staffans församling, Gävleborgs län, död 6 september 2020 i Mandelieu-la-Napoule i Alpes-Maritimes, Frankrike, var en svensk schlagersångare och skådespelare.

## Biografi
Anita Lindblom utövade balett innan hon slog igenom med sin musikkarriär. Hon var en av Sveriges populäraste schlagerartister under 1960-talet. 1957 slog hon igenom i Scalarevyn där hon sjöng När den svenska flickan kysser, kysser hon med öppen mun. Anita Lindblom var en mångsidig artist som passade i revysammanhang och spelade bland annat hos Hagge Geigert i Uddevalla och hos Kar de Mumma på Folkan. Vid sjutton års ålder fick hon i maj 1955 en son med den norsksvenske skådespelaren Sven Lykke, som hon var gift med 1955–1959.

### Musikkarriär
Anita Lindblom skivdebuterade redan 1956 med singeln Ljuva ungkarlstid/En hemvävd stillsam tös på skivmärket Polydor. Det skulle dock dröja fem år innan hon fick sin första skivframgång. Då hade hon gått över till skivbolaget Karusell och första skivan där var en svensk version av Edith Piafs världshit Milord. Lindbloms inspelning hamnade som bäst på 17:e plats på branschtidningen Show Business försäljningslista. Ytterligare en av hennes skivor på Karusell nådde lika högt - Det har stjärnorna sagt - i februari 1961. Efter ytterligare några skivor på Karusell gick hon över till skivbolaget Fontana.
I oktober 1961 spelade hon in Sånt är livet med Sven-Olof Walldoffs orkester, en svensk cover på Roy Hamiltons You Can Have Her från samma år. Stikkan Anderson skrev den svenska texten till melodin av Bill Cook, som var Roy Hamiltons manager. Det blev en grammofonhistorisk succé - etta i flera veckor på branschtidningen Show Business försäljningslista. Den låg också etta på Tio i Topp i fyra veckor. Låten har blivit framröstad i en omröstning bland radiolyssnare som den största svenska schlagerlåten genom tiderna. Hennes tyska version Laß die Liebe aus dem Spiel (inspelad i februari 1962) blev en framgång, som bäst nr 13 på den västtyska försäljningslistan. Året därpå fick hon en ny tysk hit med Cigarettes, som nådde som bäst 17:e plats. I Västtyskland släpptes tio singelskivor med Anita Lindblom; den sista 1968 var en tysk version av den italienska sångerskan Patti Pravos hit La Bambola, men det var Pravos originalversion som tog sig in på den tyska försäljningslistan.
I Sverige hade Anita Lindblom med Marcus Österdahls orkester också stora framgångar med Balladen om den blå baskern (1966), Minns du den sången (1967), Kring de små husen i gränderna vid hamnen (1968), Ja det var då... (1968), Säg ja, Cherie (1969) och En dans på rosor (1971).

### Senare år
Lindblom var gift med boxaren Bo Högberg 1966–1970. Hon blev skönstaxerad och flydde från Sverige 1969 men återkom på 1970-talet då hon spelade in filmen Rännstensungar och gjorde en krogshow på Hamburger Börs i Stockholm. Under en period levde hon tillsammans med skådespelaren och regissören Gunnar Hellström.
Lindblom drog sig tillbaka från rampljuset i början av 1980-talet och kände sig förföljd av media efter skriverier om skatteskulder, kärleksförhållanden och nervsammanbrott. Hon fick upprepade erbjudanden att göra comeback, men tackade nej. Under sina sista 35 år var hon bosatt i Théoule-sur-Mer, en småstad på Franska rivieran, och besökte inte Sverige på många år. Hon tänkte flytta till USA och påbörja en ny karriär där, men när hennes bohag demolerades i flytten blev hon kvar i Frankrike. Hon ägnade sedan mycket tid och pengar åt att processa mot den svenska flyttfirman, utan resultat. Hon gjorde klart att hon inte tänkte sjunga igen eller återvända till Sverige förrän hon fått ersättning för sina förstörda möbler.
Lindblom avled den 6 september 2020 på ett äldreboende i Mandelieu-la-Napoule, inte långt från sitt hem i Théoule-sur-Mer. Hon gravsattes den 12  november 2020 i Skogskyrkogårdens minneslund i Stockholm.

## Verk och produktioner

### Diskografi (urval)
- 1961 – Sånt är livet
- 1964 – Anita Lindblom
- 1965 – På mitt sätt - Svenska folkvisor
- 1968 – Ja, det var då...
- 1970 – Små, små bubblor
- 1971 – Sakta ska våren närma sej
- 1973 – Anita Lindblom sjunger Edith Piaf
- 1974 – Anita sjunger Jules Sylvain (på CD 2003)
- 1974 – En dans på rosor
- 1975 – Jul med tradition (på CD 2001)
- 1976 – Anita Lindblom på Börsen (på CD 2002)
- 1977 – Kom i min famn
- 1978 – Love in the Shadows
- 1982 – Anita sjunger Gospel på svenska (på CD 2004)
- 1989 – 27 av Anita Lindbloms bästa!
- 1991 – Anita Lindblom
- 1994 – Svenska favoriter - Anita Lindblom
- 1999 – Minns du den sången (dubbel-CD)
- 2004 – Anita Lindblom 25 bästa
- 2006 – Anita Lindblom

### Kända låtar med Anita Lindblom
Anita Lindblom hade en lång rad hits under sin karriär. Mellan åren 1962 och 1975 hade hon 27 låtar på Svensktoppen. Till hennes mest kända låtar hör:
- Sånt är livet
- Ta ett snälltåg till himlen
- Varför kom det ingen Higgins in i mitt liv ?
- När den svenska flickan kysser, kysser hon med öppen mun
- Bara du
- Minns du den sången ?
- Balladen om den blå baskern
- Kring de små husen i gränderna vid hamnen
- Balladen om Fredrik Åkare och den söta fröken Cecilia Lind
- En dans på rosor
- Jag vet ett litet hotell

### Filmografi
- 1957 – Räkna med bråk
- 1957 – Åsa-Nisse i full fart, (även sångare)
- 1958 – Jazzgossen
- 1958 – Mannekäng i rött
- 1961 – Vi fixar allt
- 1963 – Tre dar i buren
- 1964 – Blåjackor
- 1964 – Tre dar på luffen
- 1966 – Trettio pinnar muck
- 1970 – En kärlekshistoria
- 1974 – Rännstensungar

### Teater och scen (ej komplett)
| År   | Roll        | Produktion                                 | Regi        | Teater |
| ---- | ----------- | ------------------------------------------ | ----------- | ------ |
| 1968 | Medverkande | Kar de Mummas nyårsrevy, revy Kar de Mumma | Hasse Ekman | Folkan |